# Volume I (Queensberry)
Volume I è l'album di debutto del gruppo musicale tedesco Queensberry, pubblicato il 12 dicembre 2008 dalla Warner Music

## Tracce
1. No Smoke (John McLaughlin, Dave James, Alan Ross) — 3:21
2. Bike (Tim Hawes, Obi Mhondera, Pete Kirtley, Andrew Murray, Christian Ballard) — 2:53
3. Sorry (John McLaughlin, Steve Robson, Hannah Thomson)— 3:31
4. Dr. Blind (E. Haines) — 3:01
5. Over It (Josh Alexander, Billy Steinberg, Ruth-Anne Cunningham) — 3:31
6. End of Love (Teemu Brunila) — 3:34
7. Sprung (Andrew Murray, Christian Ballard, Jane Vaughan, Sylvia Bennett-Smith, Obi Mhondera) — 4:25
8. I Can't Stop Feeling (Teemu Brunila, Kid Crazy) — 3:46
9. Beautiful Thing (John McLaughlin, Michael Daley, Alison Pearse, Stanley Andrew) — 3:17
10. Stiletto Heels (Alex Geringas, Peter-John Vettese, Charlie Mason) — 4:07
11. Jump (Stella Attar, Lawrence Oakley, M. Mukhopadhay) — 3:10
12. Butterfly (Wendy Page, Jim Marr, Andrew Bojanic, Elisabeth Hooper) — 4:00
13. Why Should I Believe in You (Charlie Grant, Pete Woodroffe, Iman Osman) — 3:50

Bonus track dell'edizione deluxe
1. Too Young — 3:42
2. Glamarous — 3:48
3. Naive — 3:22
4. Dance — 3:13
5. Flow — 3:22
6. Too Young [M.A.T. Catwalk Mix] — 3:43

## Classifiche
| Classifica           | Posizione raggiunta | Vendite | Certificazione |
| -------------------- | ------------------- | ------- | -------------- |
| Classifica austriaca | 3                   | 10,000  | Gold           |
| Classifica tedesca   | 6                   | 100,000 | Gold           |
| Classifica polacca   | 59                  |         |                |
| Classifica svizzera  | 12                  |         |                |